# Napelempark
A napelempark a Napból érkező energiát ipari mennyiségben villamos energiává átalakító fotovoltaikus rendszer (PV rendszer). A napelemparkok rendszerint a közcélú villamosenergia-hálózatba táplálják be az általuk környezetbarát módon, károsanyag kibocsátása nélkül előállított tiszta, „zöld” villamos energiát, amely a hálózaton keresztül jut el a végfelhasználókhoz.

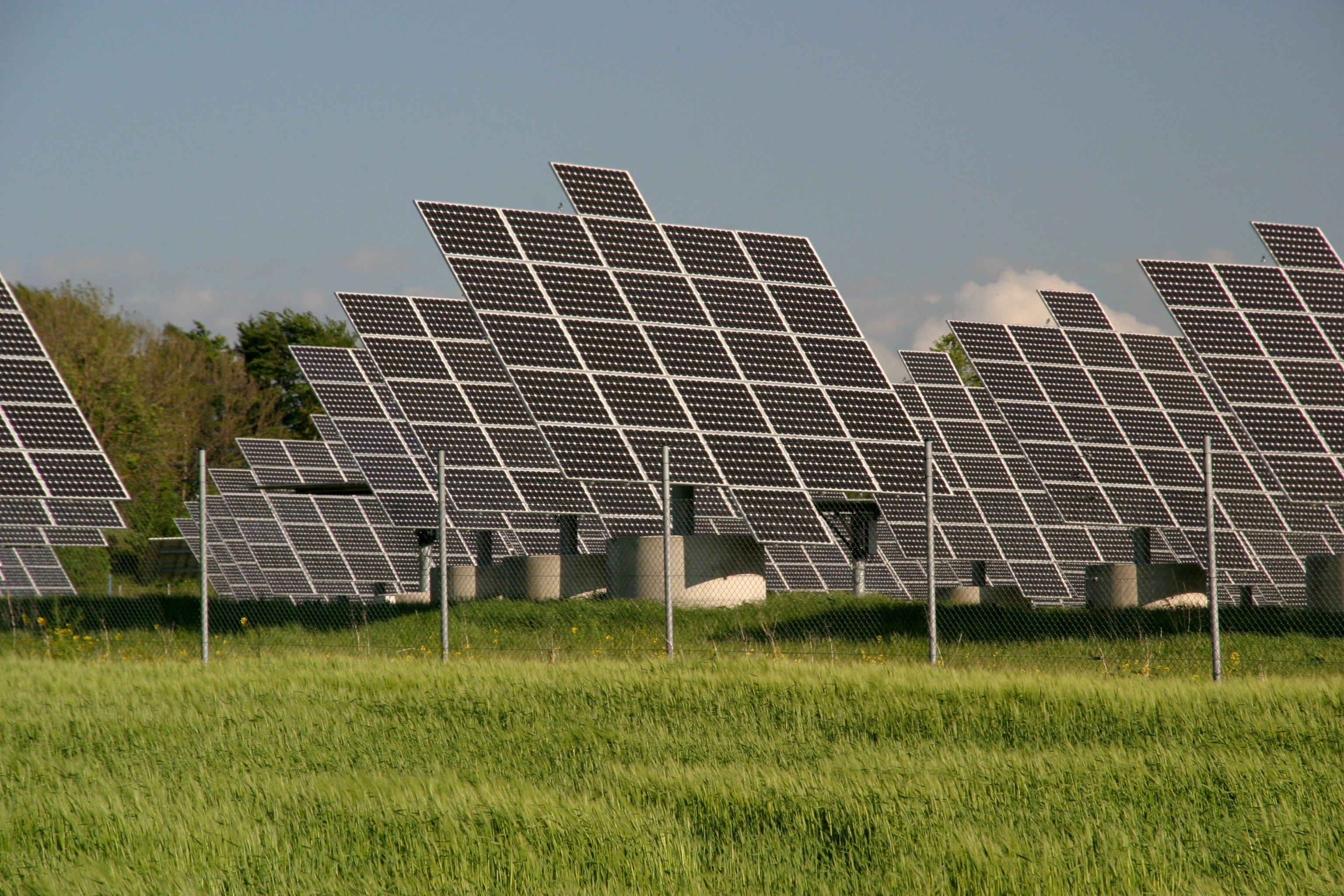
Napelempark Freiberg mellett

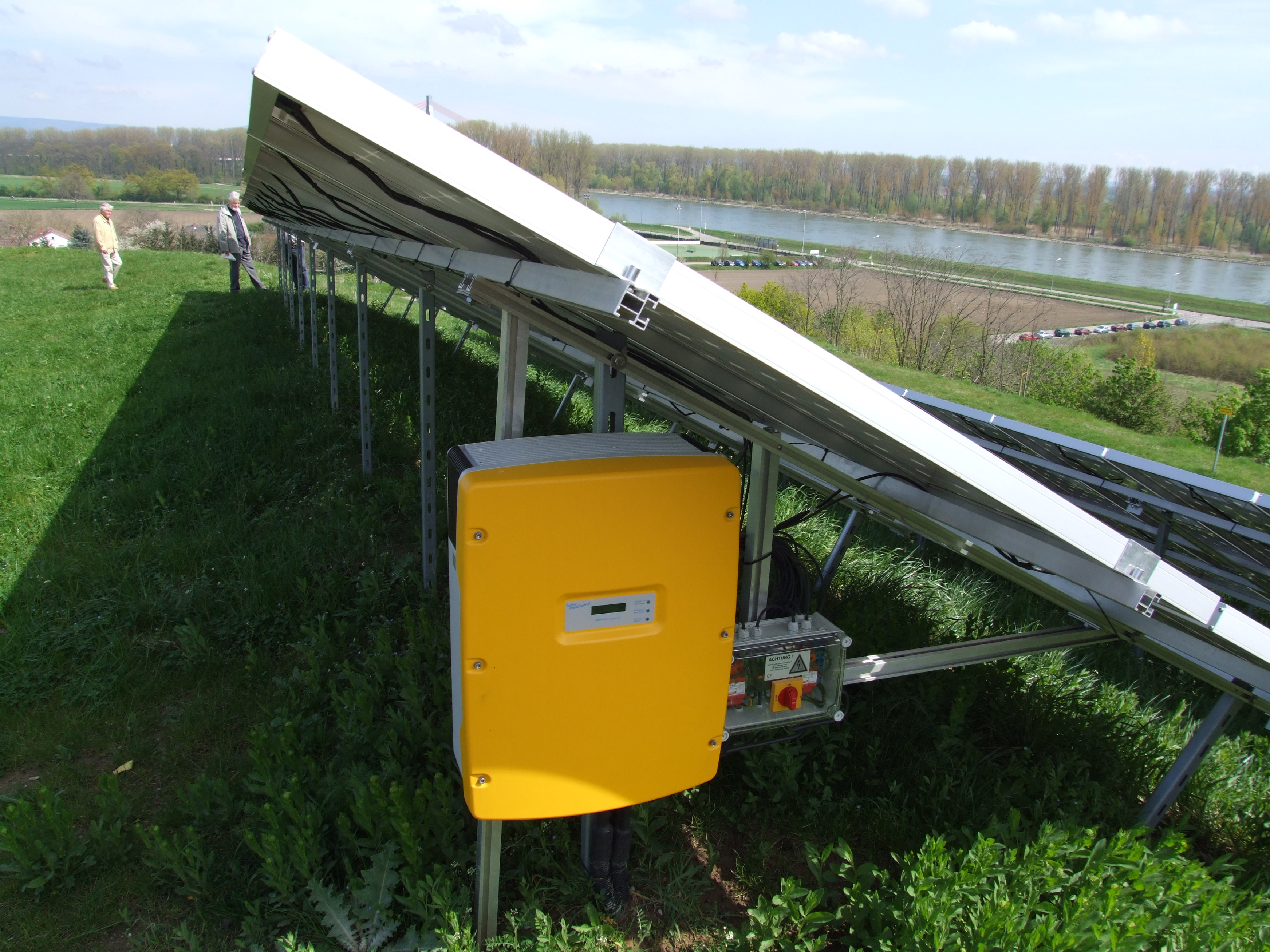
Egy inverter

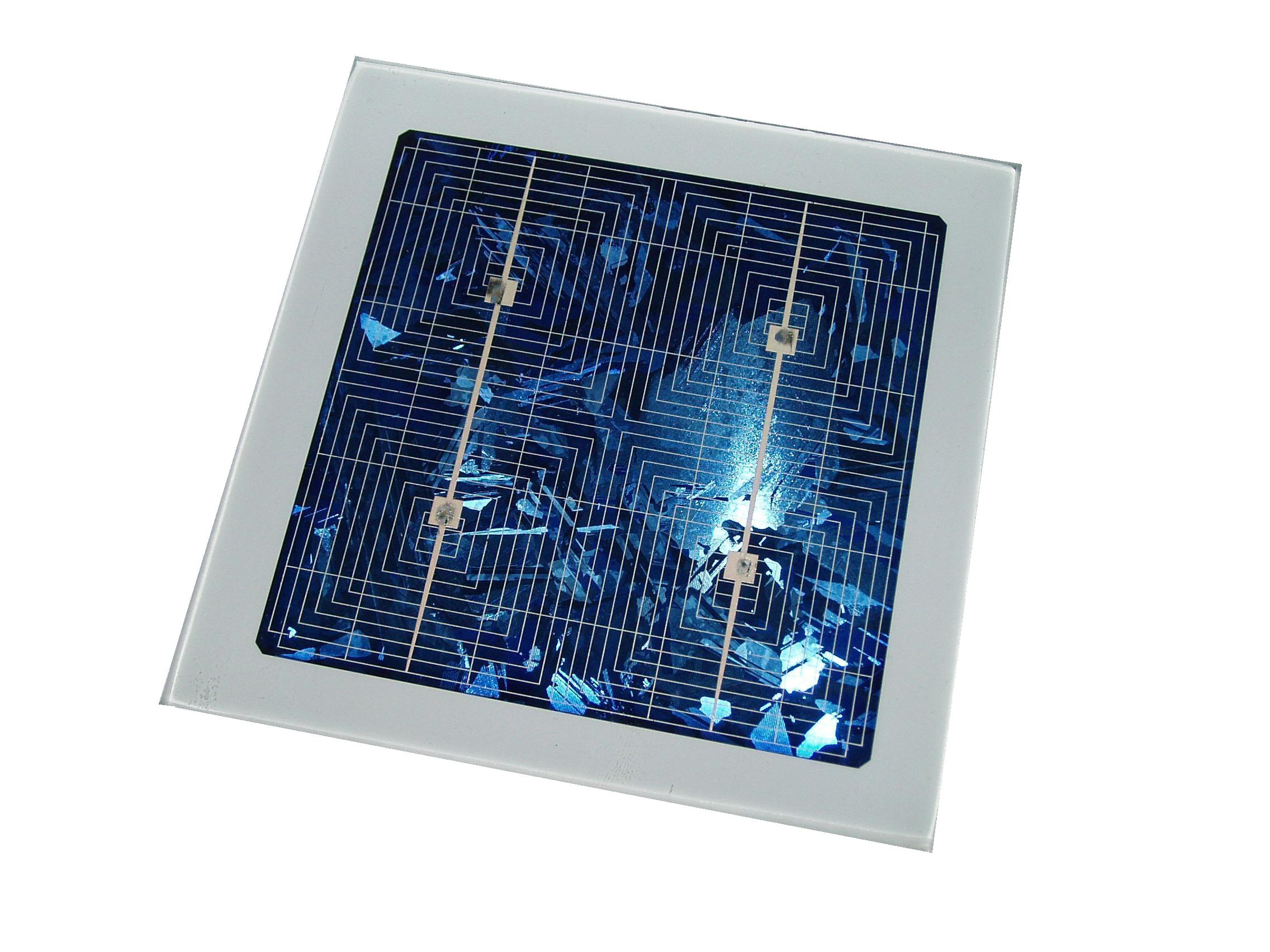
Napelem

A napelemparkok létesítése hozzájárul a globális energiarendszerek környezetbarát átalakításához és egyúttal támogatja a nemzetközi éghajlatvédelmi célkitűzéseket.

## Működési elve
A napelemparkok fotovoltaikus panelek segítségével állítanak elő villamos energiát. A szilíciumkristályokból álló napelem jelenleg a legalkalmasabb technológia a napfény villamos energiává való közvetlen átalakítására. A panelek által leadott energia arányos a besugárzott fényerősséggel. A napelemcellákat összekapcsolják és keretbe foglalják, az így létrejött napelemmodulokat pedig napelempanelekké kapcsolják össze. A napelemparkok földre rögzített összekapcsolt napelempanelek soraiból állnak. A tartószerkezetek lehetnek fix telepítésűek vagy alkalmazhatnak egy, illetve kéttengelyű napkövető technológiát. A sortávokat és a panelek magasságát alapvetően a földrajzi, domborzati viszonyok alapján határozzák meg, ezzel is maximalizálva a termelői hatékonyságot. A keletkező egyenáramot inverterek alakítják váltakozó árammá és transzformátorok emelik a megfelelő feszültségszintre. Az így keletkező elektromos áramot jellemzően földkábelen keresztül juttatják el egy elektromos állomásra, amelyen át kerül betáplálásra a közcélú hálózatra.

## A napelempark részei és a szükséges berendezések
- Fotovoltaikus panelek
- Tartószerkezetek
- Inverterek
- Transzformátorok
- Csatlakozást biztosító állomás berendezései
- Napelemkábelek[2]

## A napelemparkok kategóriái
A napelemparkok teljesítményük alapján a hazai jogszabályok szerint az alábbi kategóriákba sorolhatók.
- Kis teljesítményű:[3] 50 kW-nál nagyobb, de a 0,5 MW névleges teljesítményt meg nem haladó napelemparkok
- Kiserőmű:[4] 50 MW-nál kisebb névleges teljesítőképességű napelemparkok

## A napelemparkok előnyei
- Helyben (a fogyasztás helyszínén, ill. annak közelében) termelnek villamos energiát, ezáltal csökkentve az import áramtól való függőséget.
- Károsanyag-kibocsátás nélkül üzemelnek.[5]
- Üzemeltetésük összekapcsolható állattartó vagy növénytermesztő (rét-legelő) gazdálkodással, így növelve a termőföld-használat hatékonyságát.[6]
- A napelempanelek sorai között kialakuló zöld felület (gyep) pozitív hatással van a terület biodiverzitására.[7]
- A talajtakaróra gyakorolt kedvező hatásuk alapján a napelemparkok a Föld biológiai sokféleségének megőrzését szolgáló win-win beruházások közé tartoznak.[8]
- A napelemparkok részelemei életciklusuk végén közel 100%-ban újrahasznosíthatók.
- A napelemparkok fajlagos beruházási költsége az egyik legkedvezőbb a megújuló energiaforrást hasznosító rendszerek között.[9]
- A napelemparkok tiszta villamosenergia-termeléséhez helyben (a termelés helyszínén) elérhető a megújuló energiaforrás (napenergia), emiatt nem kell számolni nyersanyag-beszerzési és nyersanyag-szállítási költséggel.

### A termőföld napelemparkokkal való hasznosítása
- A termőföld felelős és fenntartható módú hasznosításának egyik reális, a klímavédelmet is támogató alternatívája a napelemparkok telepítése.[10]
- A napelemparkok érdemben növelhetik a földhasználat hatékonyságát, amivel hozzájárulnak az élelmiszerellátás biztonságának javulásához is.
- A napelemparkok területén egy védett (aktív emberi beavatkozástól mentes) és egységes gyepterület alakulhat ki, amely alkalmas lehet állatok legeltetésére vagy kaszálóként történő hasznosításra is.[11]
- A napelemparkok automatizált, zajmentes és károsanyag kibocsátása nélküli működése minimális karbantartást igényel, így az üzemelési terület kifogástalan védett közeget jelent „méhrezervátumok” kialakítására.[12]
- A napelemparkok negyedszázados üzemelési ideje alatt a területen egyfajta ugaroltatás valósul meg, ami fontos szerepet tölt be a termőföld rehabilitációjában.[13]
- A napelemparkok elősegítik az üzemelési terület talajtisztulási folyamatát. A talajpihentetés és a kisarjadó, erősödő növényzet által javul a talaj szerkezeti stabilitása, vízáteresztő és vízmegtartó képessége, tápanyagellátottsága és az erózióval szembeni ellenálló képessége is.
- A napelem panelek telepítéséhez használt cölöpök vagy földcsavarok érintetlenül hagyják a termőföld humuszrétegét, emellett az üzemelési területen megtelepedő és/vagy ültetett növények folyamatos tápanyagutánpótlást jelentenek a talajnak.
- A napelemparkok környezettudatos üzemeltetése következtében garantáltan visszaállítható a művelés alól kivont termőföld eredeti művelési ága.

## A napelemparkok hátrányai
- Az energiatermelés csak napközben valósítható meg, éjszaka a napelempark nem üzemel.
- Az időjárási viszonyok nagyban befolyásolják az energiatermelés mennyiségét.

## Története
A világ első 1 MW teljesítményű napelemparkját az Arco Solar építette 1982 végén Kaliforniában (Amerikai Egyesült Államok), a Hesperia közelében található Lugóban. Európában az első közösségi tulajdonú, 4 MW teljesítőképességű fotovoltaikus erőmű  Németországban létesült 2004-ben.
Magyarországon – a világ többi országához hasonlóan – egyre nagyobb teret hódít a Napból származó energia közvetlen energiatermelésre való felhasználása. 2019-ben, egy év alatt több mint két és félszeresére (az év eleji 335,5 MW-ról 936,3 MW-ra) emelkedett a fotovoltaikus erőművek beépített teljesítőképessége. Ezzel 2019 decemberében a naperőművek adták a hazai villamosenergia-rendszer beépített teljesítőképességének 9%-át, míg a hazai megújuló erőművek beépített teljesítőképességének több mint 54%-át. A 2019-ben a magyarországi bruttó villamosenergia-termelés (33 075,16 GWh) 2,8%-a (925,87 GWh) származott fotovoltaikus erőművekből.
A klímavédelem, a felhasznált energiaforrások diverzifikálása, az energiahatékonyság növelése, az energiaimport-függőség csökkentése, valamint a helyi gazdaságfejlesztési hatások (pl.: munkahelyteremtés, vidékfejlesztés) kiaknázása érdekében hazánk támogatja a megújuló energiaforrások felhasználását. 2016 decemberében több mint 2000, többnyire kiserőmű építésére irányuló kérelem érkezett a Magyar Energetikai és Közmű-szabályozási Hivatalhoz (MEKH), amelyek nyomán a következő években jelentős mennyiségű napelemes kapacitás megvalósulása várható.  A kiadott határozatok alapján 2019 utolsó negyedévében a következő évekre vonatkozóan közel 1,4 GW napelemes kapacitás kiépülésével számolt a MEKH. A kisteljesítményűek mellett több nagyobb teljesítményű naperőmű is épült Magyarországon, részben magán, részben állami és uniós forrásból.

## Magyarország

### Hazai tervek
Az Európa 2020 stratégia céljaihoz kapcsolódóan Magyarország vállalta, hogy 10%-os teljes energiamegtakarítást ér el 2020-ig, valamint hogy ezen időpontig a megújuló energiaforrásból előállított energia bruttó végsőenergia-fogyasztásban képviselt részarányát (az előírt 13% helyett) 14,65%-ra növeli. A kötelezően előírt megújulós részaránycélt Magyarország 2017-ben már elérte.
Magyarország a tagállamok részére kötelezően előírt, 2020 januárjában ismertetett Nemzeti Energia- és Klímaterve alapján vállalta, hogy az unió célkitűzéseivel   összhangban 2030-ra legalább 40%-kal csökkenti az üvegházhatású gázok kibocsátását 1990-hez képest, és a megújuló energia bruttó végsőenergia-felhasználáson belüli részarányát minimum 21%-ra emeli 2030-ra.
Ezen vállalásokon felül a szintén 2020 januárjában elfogadott új Nemzeti Energiastratégia célkitűzésként nevesíti többek között, hogy:
- a Magyarországon előállított áramon belül a karbonsemleges villamosenergia-termelés részaránya 2030-ra 90%-ra nő az aktuális 70%-ról;[25]
- a Magyarországon beépített fotovoltaikus kapacitás 2030-ra meghaladja a 6000 MW-ot, míg 2040-re megközelíti a 12000 MW-ot;
- a villamosenergia-import aránya 2040-re 20% alatti szinten stabilizálódik a jelenlegi közel 30%-ról.[26]

Az Európai Unió az elfogadott Európai zöld megállapodás célkitűzései és ütemterve alapján el szeretné érni 2050-re, hogy Európa a Föld első klímasemleges kontinensévé váljon. Ezen célhoz igazodóan Magyarország klímasemlegességének eléréséhez 30 éven keresztül évente a hazai GDP 2-2,5%-ára lenne szükség.
Magyarország Nemzeti Tiszta Fejlődési Stratégiájának tervezete azzal számol, hogy 2050-ig 1990-hez képest 95%-kal szükséges csökkenteni az üvegházhatású gázok kibocsátását, amely érdekében – a hazai elnyelők fenntartását szolgáló lépések mellett – valamennyi kibocsátó szektor esetében jelentős intézkedések várhatók. Egyes ágazatokban (mint amilyen az áram- és távhőtermelés) várhatóan nem kerülhető el a kibocsátások nullára redukálása.
A károsanyag-kibocsátáscsökkentésének és az éghajlatváltozáshoz való alkalmazkodás elősegítése, valamint a klímatudatos szemléletformálás érdekében a kormányzati intézkedéseket a nyolc pontból álló Klíma- és természetvédelmi akcióterv fogja össze. Az intézkedések között szerepel, hogy – az egyéni fogyasztók és a nagyméretű, erőművi energiatermelés területén – ösztönözni fogják 2022-ig a 3000, 2030-ig a legalább 6000 MW-nyi napenergia termelő kapacitás üzembe állítását.
A Magyar Országgyűlés 2020. június 3-án klímavédelmi törvényt fogadott el.

### A magyarországi napenergia potenciál
A földrajzi adottságok alapján Magyarországon a legnagyobb kiaknázható potenciál a megújuló energiaforrásokon belül a napenergia hasznosításában rejlik. Magyarország kedvező napsugárzási viszonyai lehetővé teszik a napenergia fokozottabb alkalmazását villamosenergia-termelési célra.
A globál napsugárzás átlagértéke hozzávetőlegesen 1250 kWh/m2/év; a Napból Magyarország területére érkező évi energiamennyiség közel 2900-szorosa az ország éves villamosenergia-felhasználásának. Magyarországon hozzávetőlegesen 405 ezer hektárnyi kedvezően beépíthető felület hasznosítható napelemek telepítésére, amelynek túlnyomó hányada (több mint 98%-a) gyep, legelő, szabad vagy felszabaduló földterület.